# Play-Doh

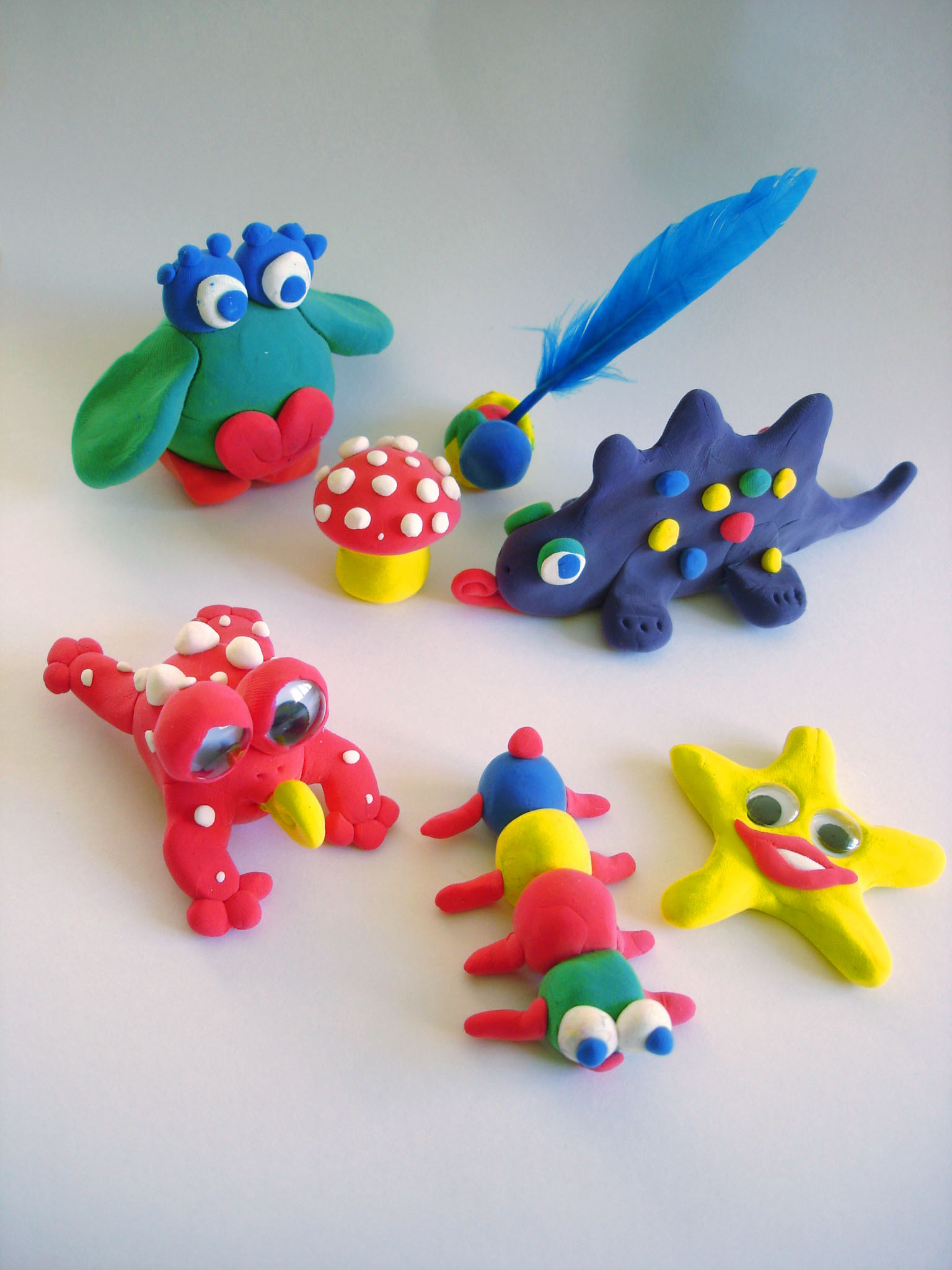
Objectes fets amb Play-Doh

Play-Doh és una pasta de modelar utilitzada pels nens per realitzar treballs manuals i projectes d'art a casa o a l'escola. La pasta es va fabricar per primera cop a Cincinnati (Ohio) com a producte de neteja de paper pintat a la dècada de 1930; estava composta per farina, aigua, sal, àcid bòric i oli mineral. El producte va ser refabricat i comercialitzat en escoles de Cincinnati a mitjans de la dècada de 1950, després que una classe d'escolar comencés a utilitzar-lo com a pasta de modelatge i no com a netejador. Play-Doh es va presentar en una convenció d'educació el 1956 i grans magatzem prominents van obrir comptes minoristes. Quan Play-Doh es va publicitar en programes televisiu infantils el 1957, les vendes del productes es van accentuar. Al voltant de Play-Doh, s'ha comercialitzat una gran diversitat d'accessoris per a la pasta com per exemple, The Fun Factory. La Toy Industry Association va incloure Play-Doh a la seva "llista de joguines del segle" el 2003.